# NGC 1599
NGC 1599 是南天波江座的一個螺旋星系。它在哈伯序列中屬於Sc。据估计，它距银河系1.78亿光年，直径约45,000光年。它與星系NGC 1607、NGC 1609、NGC 1606、IC 373位于天球的同一区域。该天體于1881年12月14日由讓·瑪里·愛德華·史提芬所发现。